# Dolovi (Stolac, BiH)
Dolovi su bivše samostalno naselje s područja današnje općine Berkovići, Federacija BiH, BiH.

## Povijest
Za vrijeme socijalističke BiH ovo je naselje pripojeno naselju Strupići.